# Palazzo Cevoli
Palazzo Cevoli si trova a Pisa tra via San Martino e vicolo del Moro.

## Storia e descrizione
Fu costruito nel XIV secolo unendo tre edifici del XII o XIII secolo, già separati da chiassetti, abitazione dei Della Gherardesca, conti di Donoratico, la famiglia del celeberrimo Conte Ugolino. I Cevoli o Ceuli invece provenivano dall'omonimo paese delle colline pisane e divennero proprietari del palazzo nel XVIII secolo.
La grande facciata su Via San Martino presenta i frammenti, più o meno ben conservati, dei nove pilastri che erano alla base delle strutture medievali, sui quali scaricavano gli archi ribassati che sostenevano i solai dei vari piani. Tra pilastro e pilastro, a distanze regolari, sono state incassate le finestre settecentesche, impreziosite da cornici in pietra serena.
All'interno è stato ritrovato un frammento di affresco con due teste di santi risalente al Trecento.